# Gaillet piquant
Galium asprellum
Espèce
Synonymes
- Galium micranthum Pursh[2]
- Galium pennsylvanicum Muhl. ex Schult.[2]
- Galium spinulosum Raf.[2]

Le Gaillet piquant (Galium asprellum) est une espèce de plantes de la famille des Rubiaceae.

## Liste des variétés
Selon Tropicos (11 janvier 2022) :
- variété Galium asprellum var. dahuricum (Turcz. ex Ledeb.) Maxim.
- variété Galium asprellum var. fructohispidum Maxim.
- variété Galium asprellum var. lasiocarpum Makino
- variété Galium asprellum var. tokyoense (Makino) Nakai